# Aleš Svoboda (pilot)
Aleš Svoboda (* 19. června 1986 Brno) je český bojový pilot, major Armády ČR. Slouží na 21. základně taktického letectva v Čáslavi. V listopadu 2022 uspěl ve výběrovém řízení Evropské kosmické agentury a stal se členem záložního týmu astronautů, je tedy prvním astronautem samostatné České republiky. 

## Život
V roce 2005 Svoboda zahájil základní výcvik v armádě. O tři roky později se stal pilotem Vzdušných sil AČR. Roku 2011 získal 1. místo v akrobatickém létání na kluzácích.
Od roku 2016 létá na stroji JAS-39 Gripen. Na Gripenech a starších L-159 má nalétáno přes 1300 hodin.
Má doktorát z letecké a raketové techniky na Univerzitě obrany. Na Univerzitě Pardubice se věnoval dopravnímu inženýrství. Získal zkušenosti v USA, Švédsku a v Pobaltí, kde byl nasazen k ochraně vzdušného prostoru. Sloužil tak jako operační pilot a velitel Pohotovosti rychlé reakce (Quick Reaction Alert) NATO. Za své působení v této funkci získal několik ocenění.

### Kariéra v kosmonautice
Na jaře 2021 se přihlásil do výběrového řízení Evropské kosmické agentury (ESA). Byl vybrán do záložního týmu astronautů. Podařilo se mu tak uspět mezi více než 22 500 uchazeči, z nichž bylo asi 200 Čechů. „Pro mne to byl vždycky takový dětský sen. Už jako dítě jsem chodil v Brně do planetária, vždycky jsem se zajímal o vesmír, o letectví a kosmonautiku,“ uvedl Svoboda.
V létě roku 2023 oslovila soukromá společnost Axiom několik evropských zemí, které měly záložní astronauty v ESA. Aleš Svoboda by tak dostal možnost letět na ISS v lodi Crew Dragon v rámci dvoutýdenní soukromé mise Axiom III. Podmínkou bylo spolufinancování mise zhruba jednou miliardou korun. Podle Svobody by se investice vyplatila, pod podmínkou spolufinancování soukromým sektorem chtěla misi podpořit i ministryně obrany Jana Černochová a ministr dopravy Martin Kupka. Česká republika dostala čas na vyjádření do konce roku 2023 a počátkem prosince účast na misi odmítla z důvodu nedostatku financí.
V polovině roku 2024 však Kupka řekl v televizním zpravodajství, že na opakovanou nabídku už se Česko tváří příznivěji a skutečně bude mít druhého kosmonauta. Možná už v roce 2025 a s tím, že asi 1,5 miliardy korun nákladů částečně zafinancují české firmy z leteckého a zbrojního průmyslu, včetně těch, které chtějí na Mezinárodní vesmírné stanici provádět výzkumy nebo experimenty. Ministr Kupka pak 20. června při spuštění programu Česká cesta do vesmíru potvrdil, že Česko bude usilovat o uskutečnění kosmického letu českého kosmonauta během následujících pěti let. Kupka i koordinátor národního vesmírného programu Václav Kobera k tomu dodali, že Svoboda v druhé polovině roku 2024 podstoupí dvouměsíční výcvik v Evropském středisku astronautů (EAC), po němž budou později následovat další etapy přípravy. Program Česká cesta do vesmíru je zaměřen na rozvoj a naplnění potenciálu Česka v kosmickém výzkumu a průmyslu. Vláda už pro program získala návrhy 60 vědeckých experimentů mimo jiné z biomedicíny, technických oborů a psychologie, které by se během mise českého kosmonauta na ISS mohly uskutečnit.
Česko také prostřednictvím ministra dopravy Martina Kupky podepsalo v září a listopadu 2024 memoranda o porozumění s americkými společnostmi Axiom Space a Vast Space, která položila základy pro budoucí let českého astronauta v kosmické lodi Crew Dragon, a to buď v některé z misí Axiom na ISS, anebo v misi Vast na ISS nebo na jednomodulovou komerční vesmírnou stanici Haven-1, kterou Vast plánuje vypustit koncem roku 2025 jako cíl pro krátkodobé návštěvy až čtyř misí soukromých astronautů. Rozhodnutí o výběru konkrétní mise by mělo padnout do konce roku 2026.
Svoboda se čtyřmi dalšími kolegy skutečně zahájil první blok výcviku v EAC v Kolíně nad Rýnem 28. října 2024. Podle generálního ředitele ESA Josefa Aschbachera získají základní technické a provozní schopnosti, seznámí se se systémy kosmických lodí a podstoupí i nácvik přežití v možných nouzových situacích a úvodní výcvik výstupu do volného prostoru, včetně potápění ve speciálním bazénu ESA. Podle Michala Václavíka z České kosmické kanceláře první etapa potrvá do 13. prosince a obsahuje celkem 263 hodin teoretického i praktického výcviku. Druhý výcvikový blok čeká pětici od srpna do října 2025 a třetí pak od března do května 2026. Rozsah výcvikových hodin je pro tyto bloky 268 a 187 hodin.
Česká vláda 21. května 2025 schválila návrh ministra dopravy Martina Kupky na financování vesmírné mise českého astronauta na Mezinárodní vesmírnou stanici (ISS). Náklady ve výši asi 2 miliard korun rozloží do tří let a uhradí je prostřednictvím ESA. Mise by se měla uskutečnit na přelomu let 2027 a 2028 a vláda již pro ni nedávno vybrala 14 výzkumných experimentů.

### Záliby
Aleš Svoboda rád hraje hokej a badminton, věnuje se také orientačnímu běhu a potápění.